# Leuchtkäfer

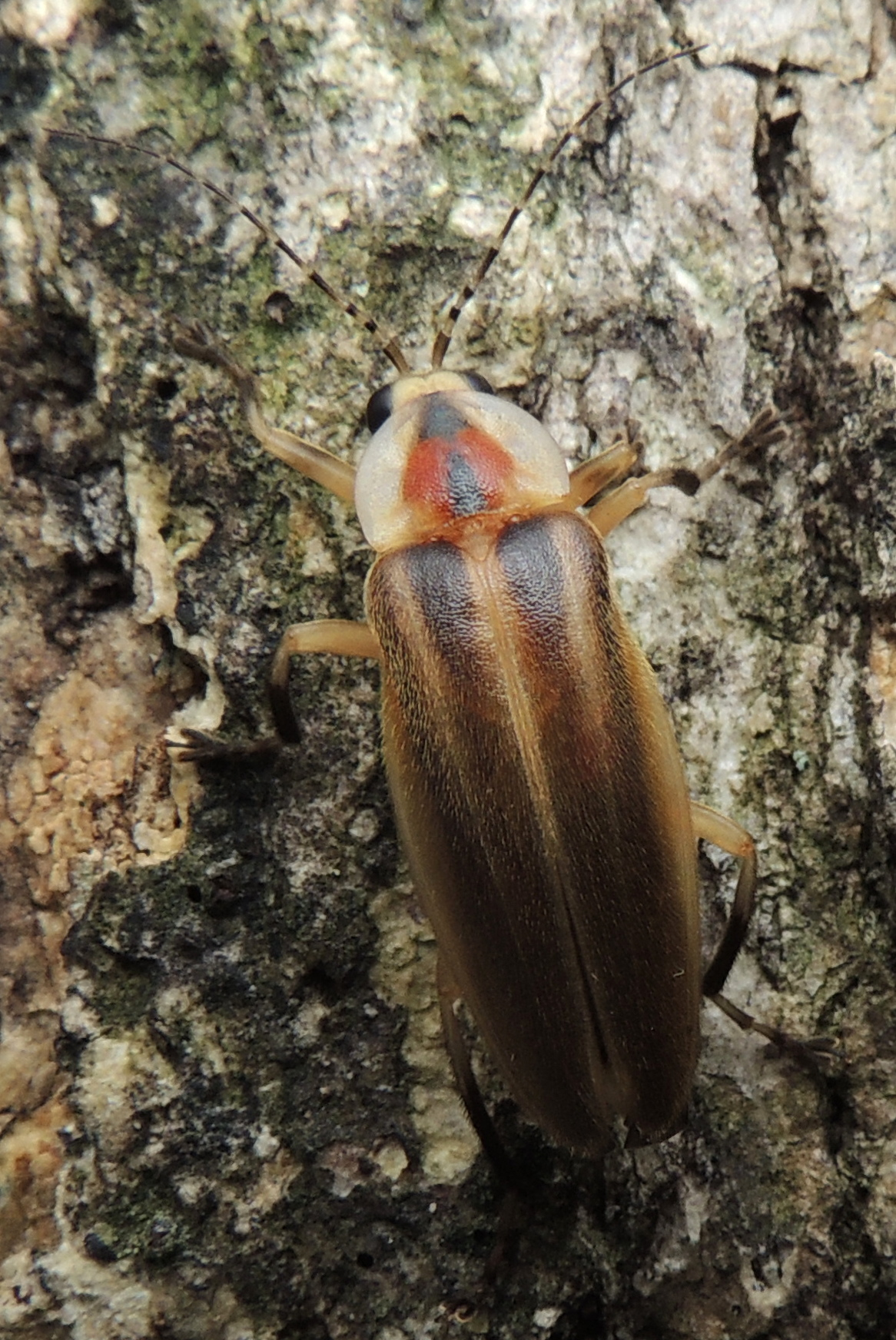
Photuris pensylvanicus

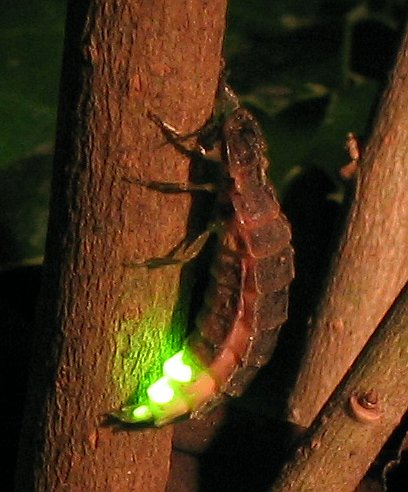
Weibchen des Großen Leuchtkäfers (Lampyris noctiluca) beim nächtlichen Lock-Leuchten

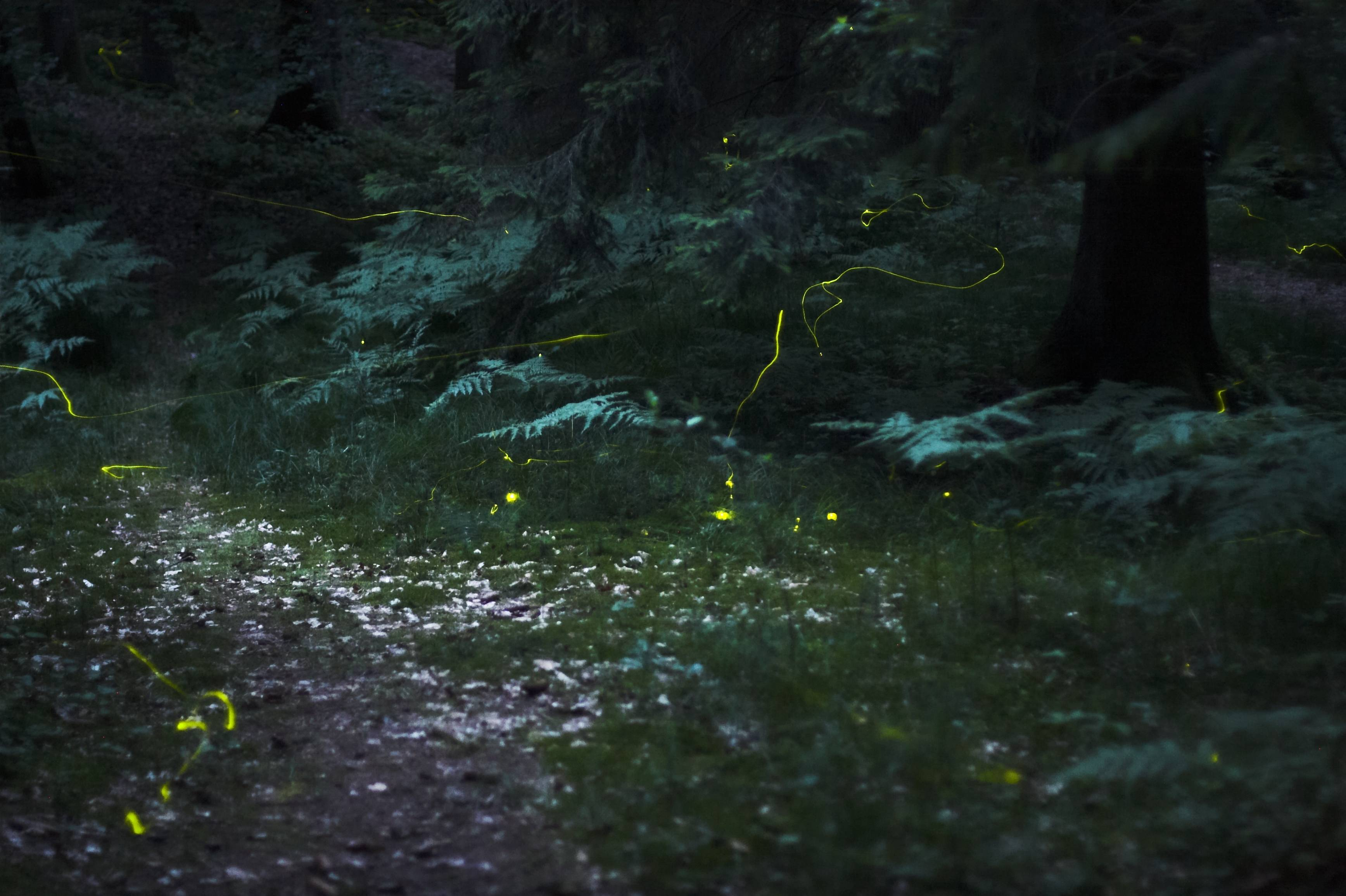
Schwärmende Leuchtkäfer in einem Wald bei Nürnberg mit den Leuchtflecken der am Boden lockenden Weibchen; Aufnahmedauer 30 Sekunden

Die Leuchtkäfer oder auch Glühwürmchen (Lampyridae) sind eine Familie der Käfer mit weltweit etwa 2000 Arten, die innerhalb der Überfamilie Weichkäferartige (Elateroidea) geführt werden.
Viele, aber nicht alle Arten dieser Familie sind in der Lage, Lichtsignale zur Kommunikation auszusenden. Manchmal wird der Name „Leuchtkäfer“ als Bezeichnung aller Käfer verwendet, die Leuchtorgane besitzen. Außer den Leuchtkäfern im engeren Sinne gehören dazu die Federleuchtkäfer (Phengodidae) und einzelne Arten anderer Familien (Laufkäfer, Schnellkäfer, Prachtkäfer).

## Verhalten
In den meisten Fällen werden die Leuchtsignale ausgesendet, damit männliche und weibliche Tiere zur Paarung zueinanderfinden. Die Signale selbst sind ganz unterschiedlich. Bei manchen Arten besitzen nur die Weibchen Leuchtorgane, bei anderen beide Geschlechter. Manche Arten blinken, andere senden Dauerlicht aus. Die Signale sind arttypisch und unterscheiden sich in Länge und Rhythmus. Beim nordamerikanischen Photinus pyralis haben auch die Männchen Leuchtorgane, wobei die etwa zweisekündige Verzögerung der Antwort des Weibchens für die Erkennung entscheidend ist. Bei einigen Arten – zum Beispiel Pteroptyx gelasina und Pteroptyx similis – synchronisieren alle Käfer der Umgebung ihre Blinksignale, so dass ganze Busch- oder Baumreihen im gleichen Takt blinken.
Weibchen aus der Gattung Photuris können die Blinksignale von Photinus-Weibchen nachahmen (Mimikry). Damit locken sie Photinus-Männchen an, um sie zu verspeisen. Einige Photuris-Arten haben sogar ein ganzes Repertoire von Signalen verschiedener Photinus-Arten, je nachdem, welche Art gerade unterwegs ist.
Alle Leuchtkäferarten strahlen ihre Signale nur bei Nacht aus. Die Signale sind nicht hell genug, um auch bei Tag Partner anlocken zu können. Die Leuchtperiode der Leuchtkäfer in Mitteleuropa liegt in der Regel zwischen Juni und Juli und hängt von der Witterung und der Art des Leuchtkäfers ab.
Bei vielen Leuchtkäferarten sind die Weibchen flugunfähig. Sie sind dann im Allgemeinen größer als das Männchen und können so mehr Eier produzieren.

## Leuchtmechanismus
Die Erzeugung von (kaltem) Licht durch Lebewesen wird Biolumineszenz genannt. Bei Leuchtkäfern reagiert dabei Luciferin unter Anwesenheit des Katalysator-Enzyms Luciferase mit ATP und Sauerstoff (Oxidation). Die dabei freigesetzte Energie wird in Form von Licht und als Wärme abgegeben, die Quantenausbeute liegt bei 0,4…0,6, einem relativ hohen Wert für Chemolumineszenz.
Am Unterteil des Hinterleibs befinden sich weiße Bereiche, an denen der Käferpanzer rau und für Licht durchlässig ist. Im Inneren liegt eine weiße Schicht, die das Licht reflektiert. Dadurch sind die weißen Bereiche auch am Tag zu sehen.
Die Menge des nach außen gelangenden Lichts ist so verhältnismäßig hoch. Dies ist auf die innere und äußere Beschaffenheit der Leuchtorgane zurückzuführen.

## Vorkommen
Leuchtkäfer sind auf allen Kontinenten, mit Ausnahme der Antarktis, zu finden. Die am stärksten leuchtende Art, Photinus pyralis, ist in Mittel- und Südamerika beheimatet.
In Mitteleuropa leben drei Arten:
- Kleiner Leuchtkäfer, Gemeines Glühwürmchen, Johanniskäfer oder Johanniswürmchen (Lamprohiza splendidula)
- Großer Leuchtkäfer, Großes Glühwürmchen oder Großes Johannisglühwürmchen (Lampyris noctiluca)
- Kurzflügel-Leuchtkäfer (Phosphaenus hemipterus)

Vertreter der Gattung Luciola (Luciola italica und L. lusitanica), ursprünglich aus dem Mittelmeerraum, kommen lokal auch nördlich der Alpen vor. Diese Populationen sind auf absichtliche oder unabsichtliche Aussetzungen zurückzuführen.
Beim Kleinen und Großen Leuchtkäfer sind nur die Weibchen flugunfähig, beim Kurzflügel-Leuchtkäfer auch die Männchen. Da männliche Große Leuchtkäfer keine funktionsfähigen Leuchtorgane besitzen, sind fliegende leuchtende Exemplare in Mitteleuropa entweder männliche Kleine Leuchtkäfer oder männliche Vertreter der Gattung Luciola (die Weibchen sind zwar beflügelt, fliegen jedoch nicht). Im Gegensatz zum Großen und Kleinen Leuchtkäfer ist das Leuchten in der Gattung Luciola blinkend.

## Symbolik
Leuchtkäfer werden vereinzelt als die ewig lebenden Seelen von Verstorbenen angesehen. In China wurden Leuchtkäfer als charakteristisch für verarmte Studenten betrachtet, da man diesen nachsagte, beim nächtlichen Studieren als einzige Lichtquelle über Glühwürmchen zu verfügen. Das Grab der Leuchtkäfer von Akiyuki Nosaka wurde 1988 als Die letzten Glühwürmchen animiert.